# Combat de Dialloubé
Guerre du Mali
Batailles
Le combat de Dialloubé a lieu le 23 février 2019 lors de la guerre du Mali.

## Déroulement
Le 23 février, les troupes françaises de la force Barkhane et les forces maliennes mènent une opération contre un groupe de la katiba Macina repéré près de la ville de Dialloubé, dans le nord de la région de Mopti.
Dans la soirée, les Français font décoller à Niamey une patrouille de deux chasseurs Mirage 2000 qui, appuyés par un drone d'observation MQ-9 Reaper, effectuent une frappe aérienne,,. L'armée malienne intervient ensuite au sol avec l'appui d'un hélicoptère et détruit deux petites bases.

## Pertes
Selon l'armée française, une quinzaine de terroristes sont mis hors de combat. Des sources militaires de RFI évoquent quant à elles une vingtaine de djihadistes « neutralisés ».